# (2205) Glinka
(2205) Glinka (1973 SU4; 1968 UC1) ist ein Asteroid des äußeren Hauptgürtels, der am 27. September 1973 von der russischen Astronomin Ljudmila Iwanowna Tschernych am Krim-Observatorium in Nautschnyj (IAU-Code 095) entdeckt wurde.

## Benennung
(2205) Glinka wurde nach dem russischen Komponisten Michail Iwanowitsch Glinka (1804–1857) benannt, der als Schöpfer einer eigenständigen klassischen Musik Russlands gilt.